# 豊中市立野畑小学校
豊中市立野畑小学校（とよなかしりつ のばたけしょうがっこう）は、大阪府豊中市向丘3丁目に存在する公立小学校。

## 沿革
豊中市立桜井谷小学校より分離し、豊中市で32番目の市立小学校として1974年に開校した。開校当初の校区は、永楽荘・春日町3丁目-5丁目・向丘・北緑丘だった。
その後、1978年には豊中市立北緑丘小学校・豊中市立桜井谷東小学校の2小学校が開校したことに伴い、北緑丘を北緑丘小学校校区に、また向丘1丁目を桜井谷東小学校校区にそれぞれ変更し、校区を縮小している。
- 1974年4月1日 - 豊中市立野畑小学校として開校。
- 1974年6月1日 - 校章を制定。
- 1975年4月26日 - PTAを結成。
- 1976年11月19日 - 校歌制定し、発表会を開催。
- 1992年8月 - 体育館改修。
- 1993年8月 - 運動場整地。
- 1995年4月 - 豊中市教育委員会指定「体力つくり」研究推進校指定。
- 1996年4月 - 豊中市教育委員会指定「体力つくり」研究推進校指定。
- 1997年4月 - 大阪府教育委員会指定スポーツテスト抽出校指定。
- 2007年2月 - 本館にエレベーター設置。
- 2008年3月 - 北校舎東側にプレハブ教室増築完成。

## 通学区域
- 豊中市　永楽荘1丁目-4丁目、春日町3丁目-5丁目、向丘2丁目-3丁目[1]
  - 向丘3丁目の東端に位置しており、東門は2つとも大阪府道・京都府道43号豊中亀岡線の豊中ロマンチック街道を挟んで西緑丘3丁目10番と隣接している。こういった立地ゆえ、同地に居住している小学生は自宅の目の前に立つ本校には通学できず、500メートル以上離れた北緑丘小学校まで通学している。
  - 卒業生は基本的に豊中市立第十四中学校へ進学する。なお、1978年に同校が開校するまでは、豊中市立第二中学校へ進学していた。

## 交通
- 大阪モノレール少路駅から北へ徒歩約20分
- 阪急バス野畑小前バス停下車徒歩3分
- 大阪府道43号豊中亀岡線沿い